# Uráli fonetikai ábécé
A Setälä-féle átírás az uráli nyelvek szöveglejegyzéseiben használt fonetikus–fonematikus átírás (transzkripció). Nevét Eemil Nestor Setälä finn nyelvészről kapta, aki először írta le a jelölési rendszert a Finnisch-Ugrische Forschungen első számában. Setälä nem egy teljesen új rendszert talált ki, hanem a finnugor nyelvekre korábban is használt átírások alapján próbált új, egységes átírást alkotni. A Setälä-féle átírás sosem vált teljesen szabványossá, különböző kutatók különböző nyelvekre eltérő változatokat használtak, a Setälä-féle elveket nagy vonalakban követő átranszkripciókat mégis Setälä-féle átírásnak nevezzük. A Setälä-féle átírás az uralisták körében szinte egyeduralkodó volt a 20. század végéig (kivéve Oroszországot, ahol a cirill alapú átírások jelentettek konkurenciát), a 20. század végén elsősorban a megváltozott tipográfiai körülmények hatására más transzkripciók is megerősödtek (pl. a Salminen-féle nyenyec átírás), ill. nemzetközi hatásra egyre erősebb konkurenciájává vált az IPA. A Unicode-ban nincsenek speciális Setälä-karakterek, de nagyon sok olyan karakter van, amely megfelel a Setälä-átírás egy-egy jelének.

## Általános vonások
Míg az IPA minden lehetséges hangot, amely bármely nyelvben két külön fonéma lehet, igyekszik önálló betűjellel jelölni (legfeljebb az összetett képzésű hangokra, mint az affrikáták vagy a diftongusok használ betűkombinációkat), és mellékjelekkel csak az ejtésvariációkat használja, addig a mellékjelek a Setälä-féle átírásban fonémákat is megkülönböztetnek. A Setälä-féle átírás latin alapú, de jelkészlete tartalmaz a cirill és a görög írásból származó jeleket is. Az IPÁ-val szemben nem álló, hanem kurzív betűkkel írják.

## A magánhangzók jelölése
A Setälä-féle átírás magánhangzó-jelölése (egyszerűsített táblázat):
| i̮ |   |   |   |   |   |   |   | i |
|   | e̮ |   |   |   |   |   | e |   |
|   |   | ɛ̮ |   |   |   | ε |   |   |
|   |   |   | a |   | ä |   |   |   |
|   |   |   |   | a |   |   |   |   |
|   |   |   | å |   | ḁ̈ |   |   |   |
|   |   | ᴖ |   |   |   | ᴖ̈ |   |   |
|   | o |   |   |   |   |   | ö |   |
| u |   |   |   |   |   |   | ɯ | ü |

A táblázat olvasata: balra a hátul, jobbra az elöl képzett magánhangzók állnak (pont fordítva, mint az IPA-t használó táblázatokban szokásos). A táblázat középvonalától felfelé a kerekítetlen, lefelé a kerekített magánhangzók állnak. Minél távolabb áll a középvonaltól a magánhangzó, annál magasabb nyelvállású.
A rendszerben a következő mellékjelek használatosak:
- A betű alatt:
  - A lefelé domborodó félkör ( ̮ ) azt jelzi, hogy az egyébként palatális magánhangzót jelölő betű velárist jelöl;
  - A felfelé domborodó félkör ( ̯ ) azt jelzi, hogy a magánhangzó nem szótagképző.
  - A ( ͔ ) alakú mellékjel velárisabb, a ( ͕ ) palatálisabb képzést jelöl.
  - A ( ̭ ) zártabb, a ( ̬ ) nyíltabb képzést jelöl.
  - A tilde ( ̰ ) nazális képzést jelöl.
- A betű felett:
  - A két pont ( ̈ ) az egyébként velárist jelölő betűk felett a hasonló, de palatális képzést jelöli. Az egy pont ( ̇ ) a mérsékelten palatális képzést jelöli.
  - A kör ( ̊ ) a labialitást jelöli.
  - A lefelé domborodó félkör (ă, breve) a rövid, a tompa ékezet (à) a félhosszú, a macron (ā) a hosszú, a „cirkumflex” (â) a túl hosszú magánhangzók mellékjele. (A rövid általában jelöletlen; a gyakorlatban csak a gyakran redukáltnak nevezett túl rövid magánhangzókat jelölik vele.)

A fejjel lefelé álló magánhangzók a „nem teljes képzés”-t jelölik. A kiskapitálisok jelölik a zöngétlen magánhangzókat.

## A mássalhangzók jelölése
A Setälä-féle átírásban a latin ábécé betűi az európai nyelvekben általában jellemzőhangértéket képviselik. A zöngés hangot jelző mássalhangzók kiskapitális jelölése mediális (félzöngés) ejtésmódot vagy (szonoránsoknál) zöngétlenséget jelöl. A Setälä-féle átírás nem különbözteti meg konzekvensen a palatális és a palatalizált hangokat, mindkettőt vesszővel jelöli. Az alveoláris képzést a v-szerű mellékjel (caron, háček, mäkčeň) jelöli.
|                                             | Explozíva | Explozíva | Explozíva | Frikatíva | Frikatíva | Frikatíva | Frikatíva | Frikatíva | Frikatíva | Frikatíva | Laterális | Laterális | Pergetett | Pergetett | Nazális | Nazális | Klikk | Klikk |
| ------------------------------------------- | --------- | --------- | --------- | --------- | --------- | --------- | --------- | --------- | --------- | --------- | --------- | --------- | --------- | --------- | ------- | ------- | ----- | ----- |
| Bilabiális                                  | p         | ʙ         | b         |           |           | φ         |           | β         |           |           |           |           | ᴪ         | ψ         | ᴍ       | m       | p˿    | b˿    |
| Labiodentális                               | p͔         | ʙ͔         | b͔         |           |           | f         |           | v         |           |           |           |           |           |           | ᴍ͔       | m͔       |       |       |
| Poszt- vagy interdentális                   |           |           |           | θ         | δ         |           |           |           |           |           |           |           |           |           |         |         |       |       |
| Alveoláris                                  | t         | ᴅ         | d         |           | ᴙ         | s         | ᴢ         | z         | š         | ž         | ʟ         | l         | ʀ         | r         | ɴ       | n       | t˿    | d˿    |
| Dentipalatális (palatalizált)               | ť         | ᴅ́         | ď         |           |           | ś         | ᴢ́         | ź         | š́         | ž́         | ʟ́         | ľ         | ʀ́         | ŕ         | ɴ́       | ń       |       |       |
| Prepalatális (palatalizált/előrébb képzett) | ḱ         | ɢ́         | ǵ         |           |           | χ́         |           | j         |           |           |           |           |           |           | ᴎ́       | ŋ́       |       |       |
| Veláris                                     | k         | ɢ         | g         |           |           | χ         |           | γ         |           |           |           |           |           |           | ᴎ       | ŋ       | k˿    | g˿    |
| Postveláris                                 | k͔         | ɢ͔         | g͔         |           |           | χ͔         |           | γ͔         |           |           |           | ᴫ         |           |           | ᴎ͔       | ŋ͔       |       |       |
| Uvuláris                                    |           |           |           |           |           |           |           |           |           |           |           |           | ᴩ         | ρ         |         |         |       |       |